# Miyeon
Cho Mi-yeon (en hangul, 조미연; en hanja, 曺薇娟; romanización revisada, Jo Mi-yeon; McCune-Reischauer, Cho Miyŏn; Incheon, 31 de enero de 1997), más conocida como Miyeon, es una cantante, actriz, presentadora y modelo surcoreana. Forma parte del grupo (G)I-dle, donde se desempeña como vocalista principal e interpreta a Ahri, miembro del grupo virtual K/DA. Debutó como solista el 27 de abril de 2022 con el miniálbum My.

## Primeros años
Cho nació el 31 de enero de 1997 como hija única. Desde muy temprana edad, mostró un gran interés por el canto. Su amor por la música fue inspirado por su padre, lo que la motivó a explorar y desarrollar su talento musical. Sus padres rápidamente reconocieron su pasión y decidieron apoyar su crecimiento artístico, enviándola a escuelas de música para aprender a tocar instrumentos como el violín, la guitarra y el piano. Finalmente, durante la escuela secundaria, se presentó a una audición para YG Entertainment y tuvo éxito, siendo seleccionada como aprendiz. Durante los siguientes cinco años, se dedicó a entrenar y perfeccionar sus habilidades. Sin embargo, a pesar de sus esfuerzos, su debut se frustró y finalmente decidió dejar la empresa.
Miyeon siguió dedicándose apasionadamente a la música y, ante el obstáculo de su debut frustrado, decidió inscribirse en una academia de música para reforzar sus dotes vocales. Además, aprovechó esta oportunidad para aprender a componer y producir música, expandiendo así sus habilidades artísticas y consolidando su determinación para perseguir su sueño musical. La cantante entrenó durante ocho años antes de debutar en (G)I-dle.

## Carrera

### 2015-2017: Predebut
Miyeon fue aprendiz de YG Entertainment desde 2010 hasta 2015. Sin embargo, en 2015, se vio envuelta en un escándalo de citas con otro aprendiz de la agencia llamado Jinhyeong, quien estaba participando en el programa Mix & Match con la esperanza de debutar en iKON. Cuando la compañía descubrió esta relación, Miyeon perdió la oportunidad de debutar con el grupo Blackpink y, finalmente, tomó la decisión de abandonar la agencia. Después de dejar YG, Miyeon se convirtió en aprendiz independiente y continuó persiguiendo su pasión por la música. En septiembre de 2016, tuvo la oportunidad de participar en la gira canadiense de Urban Zakapa, donde compartió escenario con Seulong. A principios de 2017, firmó con la discográfica Cube Entertainment.

### 2018-2020: Debut y actividades en solitario
Cho hizo su debut con el grupo (G)I-dle el 2 de mayo de 2018, presentando su primer miniálbum titulado I Am y su sencillo principal «Latata».
El 26 de octubre, se anunció que tanto Miyeon como Soyeon tendrían una actuación especial en el Campeonato mundial de la temporada 2018 de League of Legends. Junto a ellas, compartirían escenario con Madison Beer y Jaira Burns. El 26 de octubre, se anunció que ella y Soyeon actuaron en el Campeonato mundial de la temporada 2018 de League of Legends, junto a Madison Beer y Jaira Burns. Las cuatro cantantes unieron sus voces para formar el grupo virtual de chicas de K-pop K/DA, donde Miyeon tuvo el papel de interpretar a Ahri, uno de los campeones más populares de League of Legends.

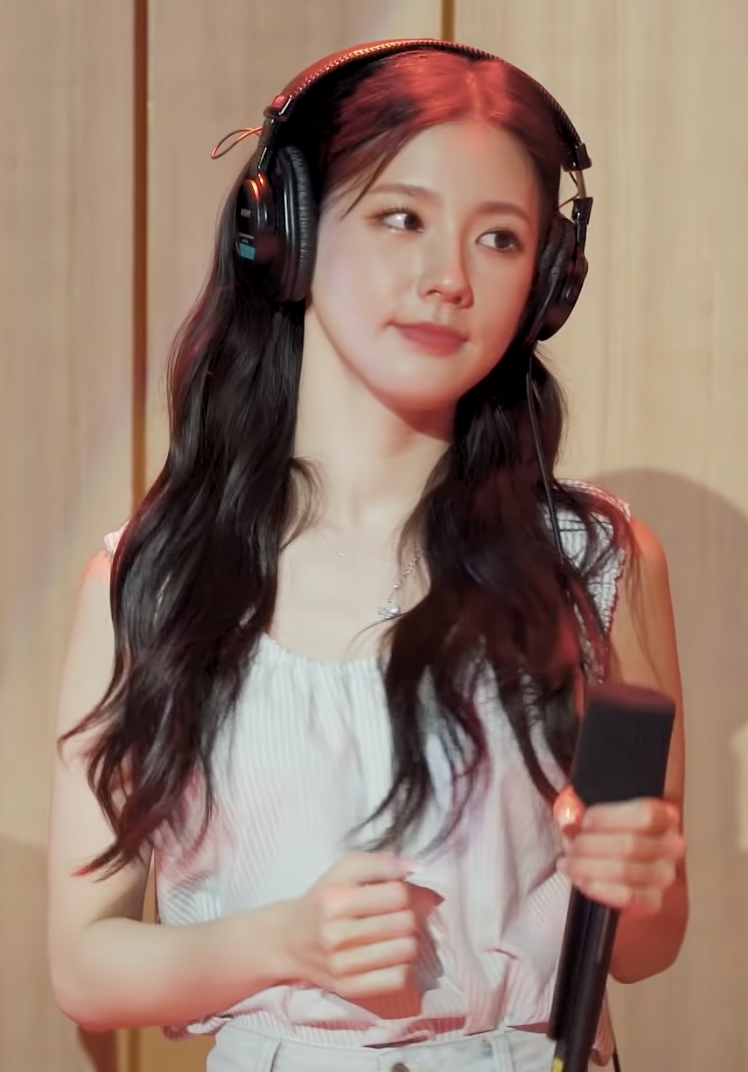
Miyeon en SBS Radio, el 6 de agosto de 2020.

En 2019, Miyeon llevó a cabo una colaboración junto a Hangzoo con la canción «Cart», como parte del proyecto «Code Share Project» de Amoeba Culture x Devine Channel.
En 2020, Miyeon participó en el popular programa King of Mask Singer, donde se llevó la victoria en la primera ronda con un puntaje de 64 puntos. En la segunda ronda, la cantante cautivó al público con su interpretación de «Goodbye Sadness and Hello Happiness» de Yoon Mi-rae. Aunque no logró avanzar en esta etapa, su actuación vocal recibió una cálida aceptación por parte de la audiencia y los panelistas. La voz de Miyeon fue descrita como «ahumada, pero conmovedora»· Además de su participación en King of Mask Singer, ese mismo año, Miyeon regresó a interpretar a Ahri en dos canciones del EP de K/DA titulado All Out. En el disco, prestó su voz en el sencillo principal «The Baddest» junto a Bea Miller y Wolftyla, quienes sustituyeron a Beer y Burns. Asimismo, Miyeon participó en el segundo sencillo «More» junto a la formación original de K/DA y Lexie Liu.
En septiembre de 2020, noticias revelaron que Miyeon haría su debut como actriz en el drama web Replay: The Moment, interpretando el papel de Yoo Ha-young. El drama retrata un romance empático en medio de la torpeza y ansiedad de la juventud, donde dieciocho jóvenes sueñan y aman revivir emociones pasadas en el presente. Con la naturaleza musical del drama, la cantante lanzó dos canciones para la banda sonora: «Dreaming About You» y «How To Love (con Neon Paprika)».
En octubre de 2020, Cho interpretó «We Already Fell In Love» junto a Minnie como parte de la banda sonora de Do Do Sol Sol La La Sol. Luego, en noviembre, Miyeon lanzó su primera banda sonora en solitario titulada «My Destiny» como parte del drama Tale of the Nine Tailed.
El 30 de noviembre de 2020, Miyeon hizo una aparición en Seoul Connects U, un programa de variedades de viajes planificado y producido conjuntamente por MBC y la Fundación de Turismo de Seúl. El programa presenta un viaje en el tiempo en el mismo espacio y en diferentes momentos para los fanáticos de todo el mundo, al vincular el pasado y el presente de Seúl a través de fotos de estrellas y fanáticos en tiempo real. Esta participación permitió que la cantante conectara con los espectadores de manera especial, mostrando tanto el encanto de la ciudad como su propia personalidad.

### 2021-presente: Otros proyectos y debut en solitario
En febrero de 2021, se anunció que Cho fue elegida como la presentadora principal del programa de radio de Naver Now, Gossip Idle. El programa se transmite semanalmente todos los martes a las 8 pm desde el 9 de febrero. Inicialmente, el programa de radio fue emitido como una trilogía para conmemorar el regreso del cuarto miniálbum de (G)I-dle, I Burn, en enero. 

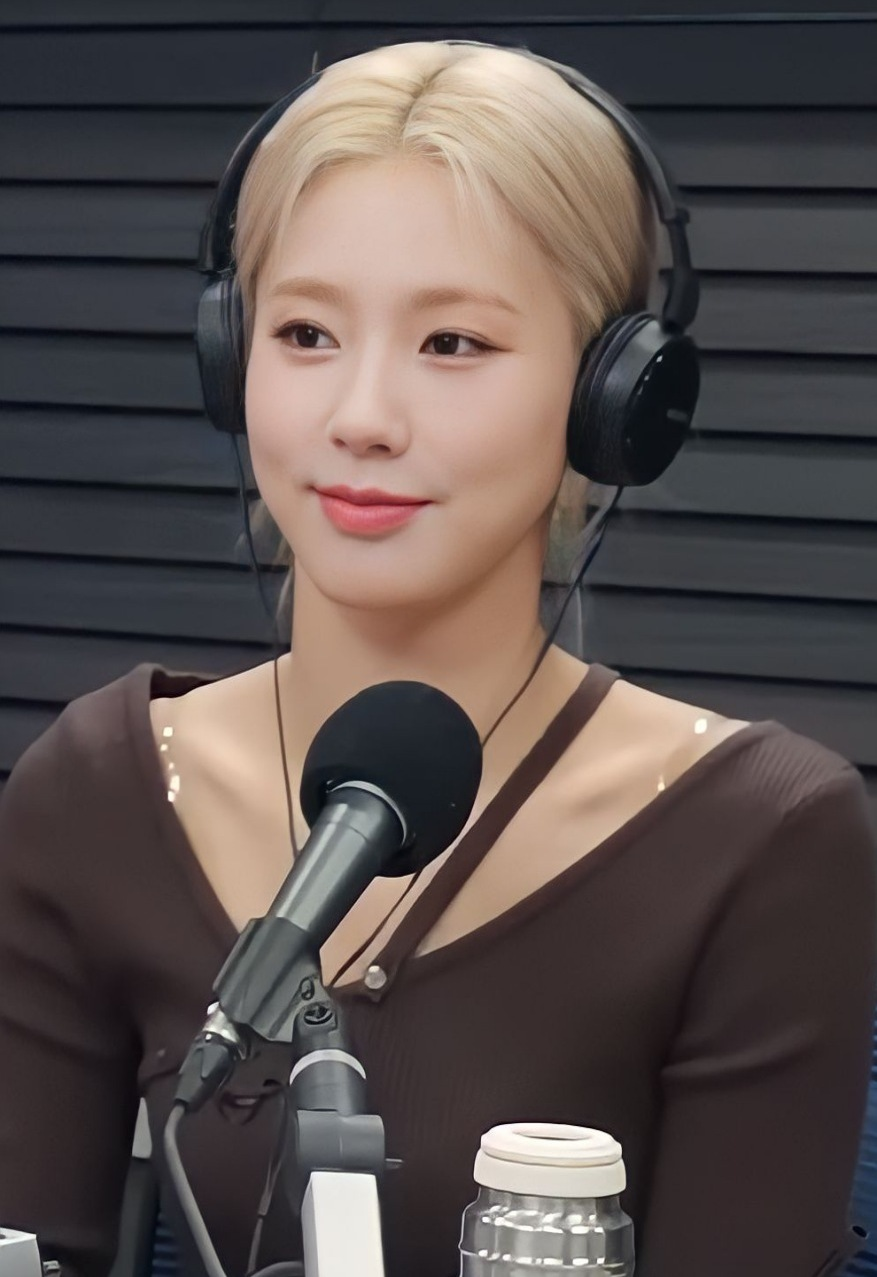
Miyeon en Park So Hyun Lovegame, el 12 de noviembre de 2022.

 En el mismo mes, fue nombrada una de las nuevas presentadoras del programa de música de Mnet, M! Countdown, cargo que asumió a partir del 18 de febrero junto al actor Nam Yoon-su. Con esta designación, se convirtió en la primera presentadora femenina del programa en nueve años. El día de su primera emisión, el dúo preparó una presentación especial donde interpretaron un dueto de la canción «Dream» de Suzy y Baekhyun. A finales de mes, Cho logró entrar en el listado mensual de «Individual Girl Group Members Brand Power Ranking» del Instituto de Investigación de Negocios de Corea, ocupando el tercer lugar con un aumento del 96.20% en su índice de popularidad. En este listado, quedó detrás de Jennie y Rosé de Blackpink.
En mayo de 2021, Cho hizo una aparición especial en el programa Kingdom: Legendary War como una carta oculta para ayudar en la presentación de «Blue Moon (Cinema Ver)» de BtoB. La presentación fue presentada como un espectáculo tipo musical con el concepto de las películas La La Land y Once Upon a Time in Hollywood, donde el papel de Miyeon se vio envuelto en una historia de amor entre Minhyuk y Changsub. En el mismo mes, los medios de comunicación coreanos compartieron que Cho participó en el álbum cs numbers de CS Happy Entertainment con la canción «You Were My Breath», una balada pop interpretada por una orquesta de 60 miembros que incluye a Joseph K, creador de la canción «Me After You» de Paul Kim, y al guitarrista Park Shin-won. La canción fue producida por Rocoberry, quienes también produjeron el éxito del 2017 «I Will Go to You Like the First Snow». El álbum fue producido por Jeon Chang-sik, CEO de CS Happy Entertainment, quien reconoció el potencial de Miyeon y cumplió con sus expectativas al mostrar sus habilidades vocales inigualables que aún no habían sido reveladas en (G)I-dle.
En agosto de 2021, el periódico Maeil Business Newpaper informó que Cho actuaría junto al actor de Penthouse: War In Life, Lee Tae-vin, en la serie web de acción y comedia Delivery, que fue estrenada en noviembre de 2021. En la serie, interpreta el papel de Kwak Doo-sik, una repartidora que tiene un gran dominio de las artes marciales. Se dice que la cantante aparece en este drama web para ayudar a pequeñas y medianas empresas locales durante tiempos difíciles debido al COVID-19 en la provincia de Gyeonggi, y el equipo de producción afirmó que «los espectadores pueden esperar escenas de acción de Miyeon».
En octubre de 2021, Cho lanzó una colaboración con Raiden en su primer EP, Love Right Back, con el sencillo principal «Side Effect» lanzado el 11 de octubre. La canción fue descrita como una canción de synth-pop de tempo medio con letras ingeniosas que expresan las emociones que siente una persona enamorada como un efecto secundario. También colaboró en la canción «Blue Moon» del cantante Lee Dong-hae, que se lanzó el 13 de octubre. El mismo día, se confirmó que protagonizaría la próxima serie web de comedia rosa titulada Adult Trainee como Bang Ye-kyung, junto a Ryu Ui-hyun.
El 6 de abril de 2022, se anunció que Miyeon haría su debut en solitario a finales de abril. Dos días después, Cube Entertainment anunció que su primer EP, titulado My sería lanzado el 27 de abril, e incluiría el sencillo principal «Drive».

## Discografía

### EP
| Título | Detalles                                                                                            | Mejor posición | Ventas         |
| Título | Detalles                                                                                            | COR            | Ventas         |
| ------ | --------------------------------------------------------------------------------------------------- | -------------- | -------------- |
| My     | - Lanzamiento: 27 de abril de 2022 - Discográfica: Cube, Kakao - Formato(s): CD, digital, streaming | 4              | - COR: 113 911 |

### Sencillos
| Título                                                                            | Año                    | Mejor posición         | Álbum                                     |
| Título                                                                            | Año                    | COR                    | Álbum                                     |
| Como artista principal                                                            | Como artista principal | Como artista principal | Como artista principal                    |
| --------------------------------------------------------------------------------- | ---------------------- | ---------------------- | ----------------------------------------- |
| «You Were My Breath» (너는 나의 숨이였다)                                         | 2021                   | —                      | Sin álbum                                 |
| «Drive»                                                                           | 2022                   | 110                    | My                                        |
| Como artista invitada                                                             |                        |                        |                                           |
| «Side Effect» Raiden con Miyeon)                                                  | 2021                   | —                      | Love Right Back                           |
| «Blue Moon» (Donghae con Miyeon)                                                  | 2021                   | —                      | California Love                           |
| «Kitty» (Kid Milli con Miyeon)                                                    | 2021                   | —                      | Sin álbum                                 |
| Colaboraciones                                                                    |                        |                        |                                           |
| «Cart» (con Hangzoo)                                                              | 2019                   | —                      | Code Share Project                        |
| Bandas sonoras                                                                    |                        |                        |                                           |
| «We Already Fell In Love» (con Minnie)                                            | 2020                   | —                      | Do Do Sol Sol La La Sol OST Part 4        |
| «My Destiny»                                                                      | 2020                   | —                      | Tale of the Nine Tailed OST Part 8        |
| «Dreaming About You»                                                              | 2021                   | —                      | Replay: The Moment OST Part 6             |
| «How to Love»                                                                     | 2021                   | —                      | Replay: The Moment OST Special Track      |
| «Imagine Love»                                                                    | 2021                   | —                      | Adult Trainee OST Part 2                  |
| «Someday»                                                                         | 2022                   | —                      | Moonshine OST Part 8                      |
| «Sweet Dream» (con Song Yuqi)                                                     | 2023                   | —                      | Love to Hate You OST Part 1               |
| «The Painted on the Moonlight» (달빛에 그려지는)                                  | 2023                   | —                      | My Dearest OST                            |
| «How to Twerk» (트윌ㅋ)                                                           | 2023                   | —                      | Street Woman Fighter 2 OST                |
| «Milestone»                                                                       | 2023                   | —                      | Elsword OST                               |
| «You and I»                                                                       | 2024                   | —                      | My Sibling's Romance OST                  |
| «Swan»                                                                            | 2024                   | —                      | Stage Fighter OST                         |
| «Blazin Heart» (con HoYo-MiX)                                                     | 2024                   | —                      | Genshin Impact Character Trailer: Mavuika |
| «Red Moon» (적월)                                                                 | 2025                   | —                      | Myst, Might, Mayhem OST                   |
| «When We Meet Again» (우리 우연히 만나)                                           | 2025                   | —                      | Head over Heels OST                       |
| «—» indica que el lanzamiento no fue lanzado o no se posicionó en ese territorio. |                        |                        |                                           |

## Filmografía

### Películas
| Año  | Título          | Papel                                 | Notas              | Ref.   |
| ---- | --------------- | ------------------------------------- | ------------------ | ------ |
| 2021 | Her Bucket List | Lee Hye-in                            | Papel secundario   | [ 41 ] |
| 2024 | Victory         | Candidata a animadora en una audición | Aparición especial | [ 42 ] |

### Series web
| Año  | Título             | Papel         | Ref.   |
| ---- | ------------------ | ------------- | ------ |
| 2021 | Replay: The Moment | Yoo Ha-young  | [ 14 ] |
| 2021 | Delivery           | Kwak Doo-shik | [ 43 ] |
| 2021 | Adult Trainee      | Bang Ye-kyung | [ 29 ] |

### Programas de televisión
| Año  | Título                 | Papel                  | Notas                                 | Ref.   |
| ---- | ---------------------- | ---------------------- | ------------------------------------- | ------ |
| 2020 | King of Mask Singer    | Concursante            | Como «Boiled Egg» (Episodios 243–244) |        |
| 2020 | My Dream Is Ryan       | Estudiantes especiales | con Yuqi (Episodios 14–16)            | [ 44 ] |
| 2020 | Seoul Connects U       | Guia de tour           | con Yuqi                              | [ 18 ] |
| 2021 | Kingdom: Legendary War | Intérprete invitada    | con BtoB (Episodio 8)                 | [ 45 ] |
| 2021 | Alphabet Together      | Miembro del elenco     | Especial de chuseok                   | [ 46 ] |
| 2021 | Do You Lightsum        | Profesora              | con Lightsum                          | [ 47 ] |
| 2023 | HMLYCP                 | Miembro del elenco     |                                       | [ 48 ] |